# Блохин, Владимир Алексеевич
Влади́мир Алексе́евич Блохи́н (14 июня 1934, Калинин).

## Семья
- Отец Блохин Алексей Иванович — строитель, умер в июне 1941 года
- Мать Блохина (Кошелева) Елена Александровна — воспитательница детского сада
- Жена Блохина (Котова) Эльза Григорьевна
- Дети: Алексей (1963) и Ольга (1968)

## Образование
Окончил школу в городе Калинине с золотой медалью (1952).
Высшее образование — инженерный факультет Военной академии Тыла и Снабжения им. В. М. Молотова (1957).

## Военная служба
Белорусский военный округ (1957—1976), Забайкальский военный округ (1976—1979), Ставка Верховного Главнокомандующего на Восточном ТВД (1979—1982), Московский военный округ (1982—1984), Центральный аппарат Министерство обороны СССР и РФ (1984—1992).
Участник оказания помощи дружественным армиям Вьетнама и Кореи (1979).
Участник ликвидации последствий землетрясения в Армении (1988).
Участник вывода советских войск из Восточной Германии (1991).

## Награды
- Орден Красной Звезды (1979)
- Орден «За службу Родине в Вооруженных Силах СССР» III степени (1988)
- Орден «Знак Почёта»
- свыше 10 медалей